# Heterostegane bifasciata
Heterostegane bifasciata är en fjärilsart som beskrevs av W. Warren 1914. Heterostegane bifasciata ingår i släktet Heterostegane och familjen mätare. Inga underarter finns listade i Catalogue of Life.